# Afzelia africana
Espèce
Statut de conservation UICN

 VU A1d : Vulnérable
Afzelia africana est une espèce de plantes à fleurs de la famille des Fabaceae (sous-famille des Caesalpinioideae). C'est un arbre originaire d'Afrique.

## Taxinomie
L'espèce Afzelia africana a été décrite par le botaniste britannique James Edward Smith et le mycologue sud-africain Christiaan Hendrik Persoon en 1798.
Synonymes homotypiques :
- Intsia africana (Sm. ex Pers.) Kuntze (1891)
- Pahudia africana (Sm. ex Pers.) Prain
- L'espèce est appelée Linké en Wolof.

## Description
C'est un grand arbre, pouvant atteindre 35 m de haut. 
Ses feuilles sont paripennées avec de 4 à 6 paires de folioles.
Les fleurs blanchâtres sont groupées en panicules et sont très odorantes. Elles donnent des graines présentant un élaïosome orangé caractéristique.

## Distribution et habitat
Répandu en Afrique de l'Ouest dans les zones de forêts sèches à la limite de la savane.
On le trouve principalement dans l'hémisphère nord, du Sénégal jusqu'au Cameroun et l'Ouganda à l'est.

## Utilisation
Le bois dur, appelé « afzelia » ou « doussié rouge », est recherché pour les constructions extérieures et en particulier pour la marine. Il peut aussi provenir des autres espèces d’Afzelia qui sont toutes exploitées pour leur bois.
On peut extraire de la graine une huile aromatique.